# La Fresnaie-Fayel
La Fresnaie-Fayel is een gemeente in het Franse departement Orne (regio Normandië) en telt 55 inwoners (2009). De plaats maakt deel uit van het arrondissement Mortagne-au-Perche.

## Geografie
De oppervlakte van La Fresnaie-Fayel bedraagt 5,4 km², de bevolkingsdichtheid is dus 10,2 inwoners per km².
De onderstaande kaart toont de ligging van La Fresnaie-Fayel met de belangrijkste infrastructuur en aangrenzende gemeenten.

## Demografie
Onderstaande figuur toont het verloop van het inwonertal (bron: INSEE-tellingen).